# إدراك (اسم)
إِدْرَاك هو اسم علم مذكر ومؤنث من أصل عربي، ومعناه هو العقل ووصول إلى الهدف.